# نوربرت هوبر
نوربرت هوبر (انگلیسی: Norbert Huber؛ زادهٔ ۳ سپتامبر ۱۹۶۴) لژسوار اهل ایتالیا است.